# Lasiophila zapatoza
Lasiophila zapatoza är en fjärilsart som beskrevs av John Obadiah Westwood 1851. Lasiophila zapatoza ingår i släktet Lasiophila och familjen praktfjärilar. Inga underarter finns listade i Catalogue of Life.

## Bildgalleri

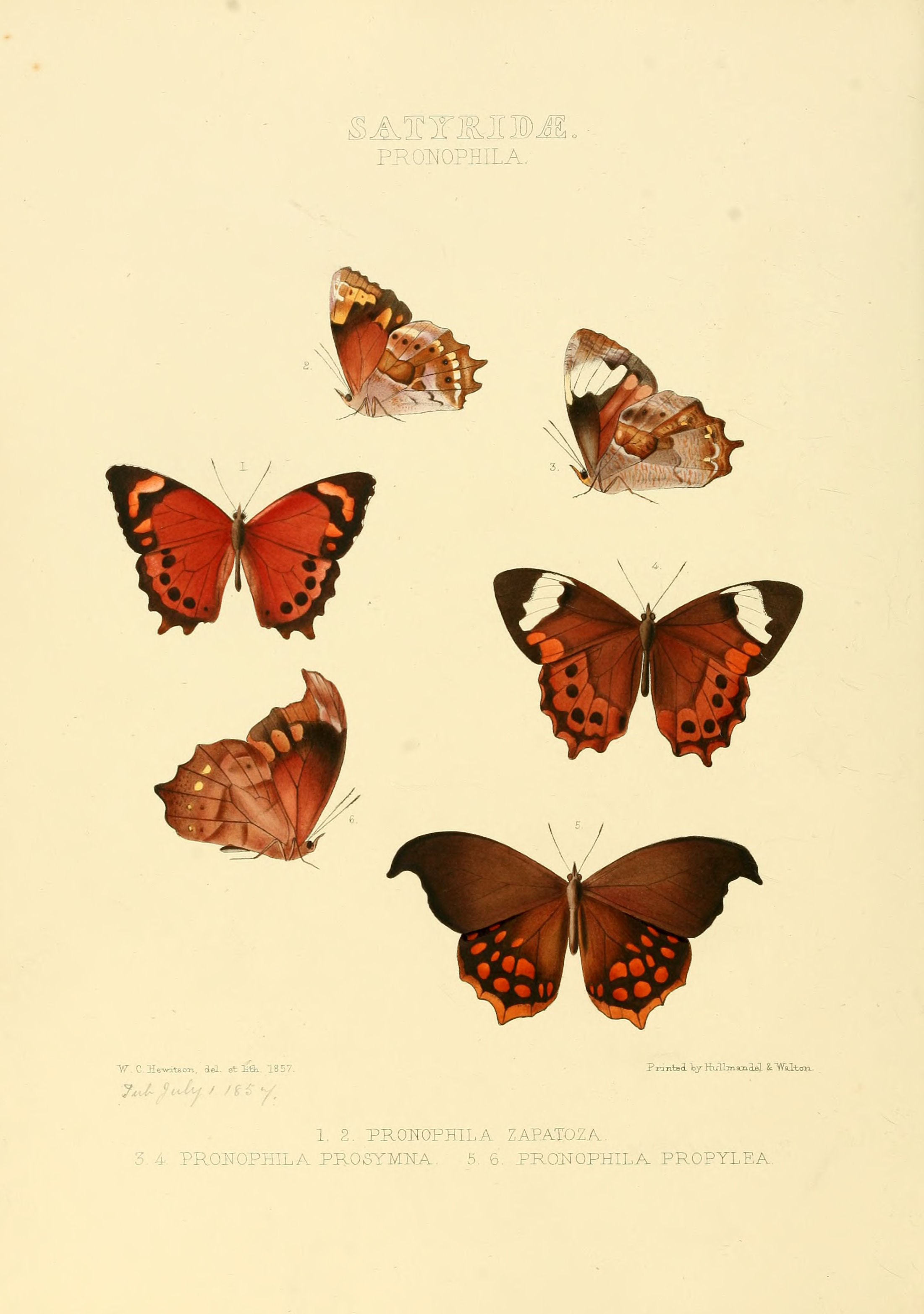